# Wargnies-le-Grand
Wargnies-le-Grand là một xã của tỉnh Nord, thuộc vùng Hauts-de-France, miền bắc nước Pháp.